# Trainkos
Trainkos è la compagnia ferroviaria del Kosovo, fondata nel 2011.

## Storia

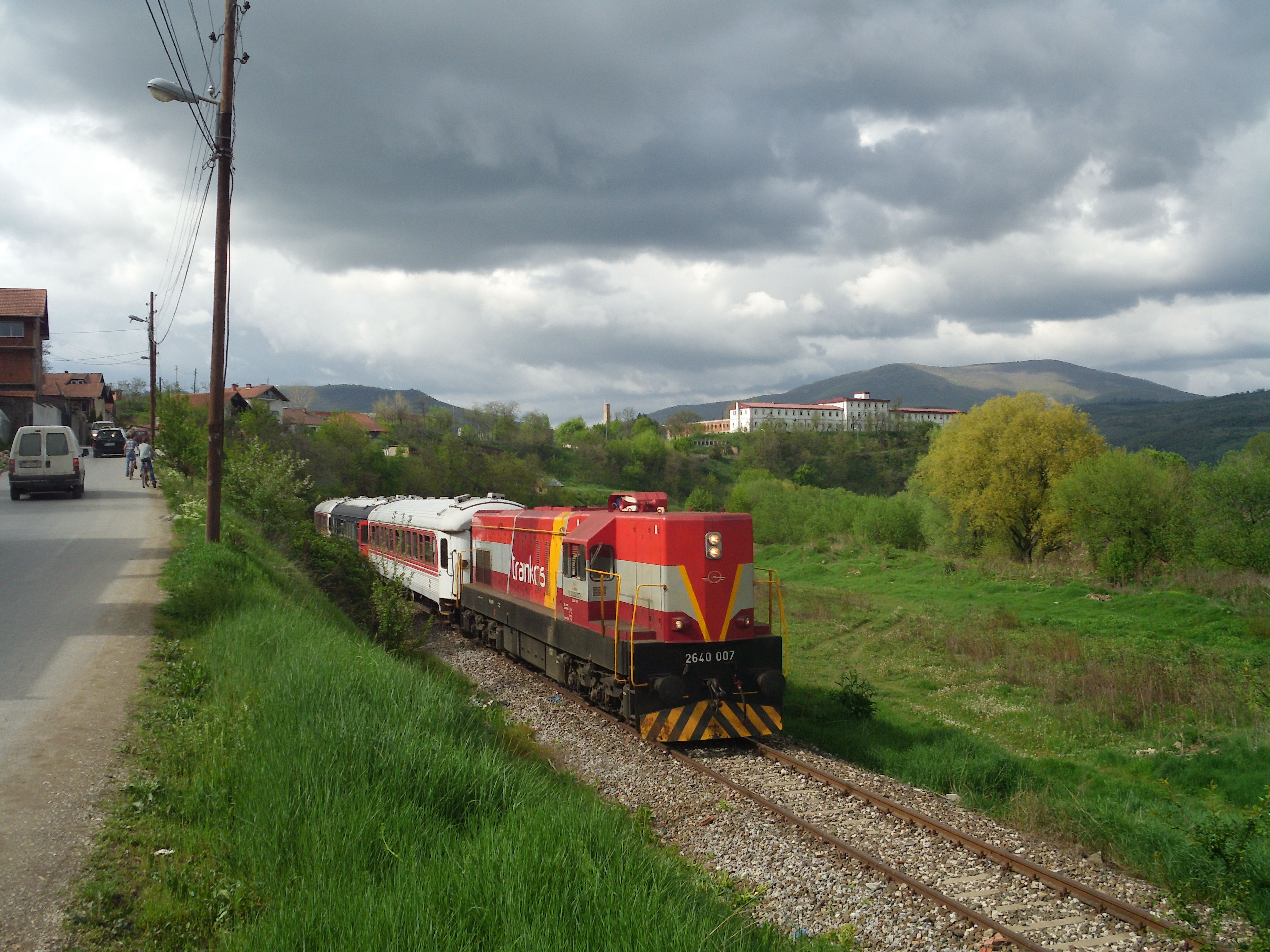
Treno di Trainkos nei pressi di Mitrovica

Nel settembre 2011, la precedente società ferroviaria del Kosovo Hekurudhat e Kosovës fu divisa in due società: il trasporto ferroviario e il materiale rotabile furono trasferiti a Trainkos.A Infrakos venne invece affidata la gestione dell'infrastruttura ferroviaria.
Il traffico passeggeri tra Pristina e Peja fu sospeso il 3 agosto 2017, dopo che a giugno lo Stato sospese i pagamenti alla ferrovia per esaurimento dei fondi. La connessione è stata riattivata nel 2018. Inoltre, l'InterCity internazionale IC 891/892 viaggia da Pristina via Fushë Kosova a Skopje e ritorno.

## Materiale rotabile
Il parco operativo proviene dalle scorte delle ex ferrovie jugoslave JŽ e da importazioni da vari paesi europei.